# Cians
De Cians is een Franse rivier in het departement Alpes-Maritimes. Zij is 25 km lang en is een zijrivier van de Var.
De Cians is een typische Alpenrivier, relatief klein, maar met hevige stroming. Over haar loop van 25 km heeft de rivier een verval van 1.600 m. Ze ontspringt ten noorden van Beuil en eens voorbij deze plaats heeft de rivier de Gorges du Cians uitgesleten. Deze rivierkloof gaat door rode schist ten noorden van Rigaud (Gorges supérieures du Cians) en door witte kalksteen tussen deze plaats en haar monding (Gorges inférieures du Cians). De rivier mondt uit in de Var bij Touët-sur-Var.